# پارک ملی سالونگا
پارک ملی سالونگا یک پارک ملی در جمهوری دموکراتیک کنگو واقع در حوضه رودخانه کنگو است که شامل بزرگترین جنگل‌های استوایی آفریقا می‌باشد و ۳۶۰۰۰ کیلومتر مربع را پوشش می‌دهد. این پارک در سال ۱۹۸۴ در میراث جهانی یونسکو به ثبت رسید.